# マーキュロ (アイドルグループ)
マーキュロは、日本の6人組女性アイドルグループ。サブカル系アイドルレーベルサークルライチを主宰し、自身も所属している。2022年結成。
音楽性やビジュアルにおいてはヴィジュアル系の影響下にある。また、使用している名称やアートワーク等においてはサブカルとの関連が指摘されている。
音楽ライターの冬将軍は、マーキュロを地雷系ロックアイドルのシーンを確立した存在として位置付けている。

## 概要
「サブカル系」を標榜する6人組アイドルグループとして2022年5月に結成、同年6月に正式デビュー。同年8月に新メンバーとして雅楽代カミテ（うたしろかみて）が加入し7人体制となる。2024年9月に芥タマキ（あくたたまき）が脱退し、以後6人体制で活動している。
2023年10月、自身が主宰となるサブカル系アイドルレーベル「サークルライチ」を設立。同レーベルは2024年9月までに8つの姉妹グループやソロアイドル1名・塾生を擁する規模となった。

### 音楽性
楽曲ジャンルは主に2000年代初頭のネオ・ヴィジュアル系やネオ・ナゴムなどに類するV-ロックである。メンヘラ、中二病といった負の要素に加えて、ネオ・ヴィジュアル系の構成要素である、帝国主義やエロ・グロ・ナンセンスといったサブカルに通じる要素をアイドルに持ち込んでいる。
作詞作曲を手掛けているのは元ペンタゴンの緑川拓、元xTRiPxのYoshito Abeや元RAZORの哲也、ミオヤマザキのtakaなど、ヴィジュアル系バンド出身のバンドマンらである。また、メンバーが作詞を行う場合もある。

### コンセプト
グループ名はマーキュロクロム液に由来し、「病んだ傷（心や想い）を治す（共感）存在（代弁者）になれるような歌詞や楽曲」をコンセプトとしている。
メンバーの衣装は、ヴィジュアル系ファッションに由来する。また、音楽ライターの冬将軍は、メンバーそれぞれの衣装やビジュアルから想起されるヴィジュアル系のバンドマンとしてYOMI、武瑠、IKÜZÖNE、Manaといった名前を上げている。
上述のライター冬将軍は名称やビジュアルなどにおいて劇団東京グランギニョルとの関連を指摘している。東京グランギニョルの代表作に『マーキュロ』があるほか、主催対バンイベントのタイトルは「グラン・ギニュルー」である。アーティスト写真等のビジュアルには東京グランギニョルの宣伝美術を手がけた丸尾末広の影響が見られ、2024年8月に開催した『芝居構成単独公演 残酷劇「赤マント」』では実際に丸尾末広本人により公演フライヤーのデザインが提供された。また、上述のように主宰レーベルの名称は「サークルライチ」であり、主催定期公演や単独全国ツアーのタイトルには「アブノーマル★（ヒカリ）倶楽部」を用いている。
ワンマンライブではバックバンドを迎えてのバンドセット公演を行なっているほか、プロ劇団をゲストに迎え、芝居パートを交えて楽曲を披露する「芝居構成公演」のように、アイドルとしては新しい、「歌って踊るだけではない表現」を行なっているのも特徴的であるとされる。
音楽ライターの冬将軍は、自身が「地雷系ロック」と呼ぶ、「ゴシックな雰囲気を携えながら重苦しい愛、共依存を歌ってるグループ」にマーキュロを分類し、アイドルシーン、地雷系ロックシーンにおけるマーキュロの位置付けに関して次のように評している。
悲撃のヒロイン症候群が切り拓いた地雷系のアイドル。BiSやZOCの人間の泥臭さとは異なる内面的な卑屈さ、やり場のない心の闇と病み、狂愛、共依存……そんな負のオーラを一手に引き受けて登場したマーキュロによって、このシーンは確実に出来上がった。—冬将軍、「偶像音楽 斯斯然然」最終回、

## 略歴

### 前史
コンカフェで働いていた我執キル（がしゅうきる）がシンデレラ宣言!（当時）のSUZUなどのアイドルの友人との交流からアイドルに興味を持ち、現在のプロデューサーと面談の機会をもったところからマーキュロの企画が始まる。
キルが自身の働くコンカフェの客であった翠城ニア（すいじょうにあ）、同僚であった珖夜ゼラを順に誘い2人がグループ立ち上げに参加。さらに翠城が所属していたアイドルグループのメンバーである芥タマキ、紫月レンゲ（しづきれんげ）がオーディションで合格し、グループの原型ができあがっていった。

### 2022年
5月22日、渋谷CLUB QUATTROにて開催された『MiiS東名阪主催イベント-knot-』東京公演にて、藍咲ユウリ以外の5名による初ライブ。
6月10日のライブより藍咲ユウリ（あいさきゆうり）が参加する。
6月24日、Spotify O-EASTにて『IDOL CONTENT EXPO ＠ O-EAST アイコン生誕10周年祭 』に出演。このライブを「始動ライブ」としており、同日付で正式にデビューする。
8月21日、新メンバーとして雅楽代カミテが加入し、8月28日にお披露目された。
12月23日、WOMB LIVEにて「始動半周年記念ワンマンライブ『秘密サークル』」を開催。

### 2023年
6月11日から23日にかけて、デビュー1周年を記念したツアー「一周年東名阪単独公演『見世物小屋』」を開催。6月11日大阪FANJ、6月18日名古屋X-HALL、6月23日東京Spotify O-WEST。
6月26日、デビュー1周年記念ワンマンライブとなる『見世物小屋』ツアー追加公演「帝都編」を恵比寿LIQUIDROOMにて、自身初のバンドセットで開催。
7月3日、デビュー1周年を記念してファンクラブ「秘密サークル」を開設。
9月16日から11月21日にかけて「関東ツアー『失楽園』」を開催。関東地方1都6県を回る。
10月1日、マーキュロ発のレーベル「サークルライチ」を設立。第2期生グループとして東京拠点のクララ・マグラ、ベロティカ、大阪支部となるガラチアの結成を発表。
11月21日、Spotify O-EASTにて「関東ツアー『失楽園』ファイナル公演」を開催。バンドセット公演かつ、共演に虚飾集団廻天百眼を迎え、演劇パートを交えた初の「芝居構成」公演。
12月2日から翌年1月14日にかけて、「5大都市ワンマンツアー『アナタの傷を魅せてください』」を開催。福岡・大阪・名古屋・東京・沖縄の5都市を回る。

### 2024年
2月から6月にかけて、『アナタの傷を魅せてください』ツアーの追加公演となる「5大都市ワンマンツアー『アナタの傷を魅せてください、共に生きよう』」を開催。名古屋・福岡・大阪・札幌（2公演）・東京の5都市を回る。
6月24日、Zepp DiverCityでデビュー2周年記念ワンマンライブとなる「5大都市ワンマンツアー『アナタの傷を魅せてください、共に生きよう』東京編」を開催。
8月10日から9月15日にかけて、サークルライチとOTONA CHILD.（オトナチルドレン）共催によるスプリットツアー「『教育実習』ツアー編」に参加。東名阪福の4都市を回った。
8月28日、LINE CUBE SHIBUYAにて「芝居構成単独公演 残酷劇『赤マント』」を開催。バンドセット公演かつ、劇団PSYCHOSISを迎えた芝居構成公演であった。
8月30日、芥タマキが本人の意思により9月11日付で脱退することを発表。
9月11日、ゲストにAVAM、GILTY × GILTYを迎えた主催スリーマンライブ『病み鍋』を開催。芥タマキのラストライブであり、同日のライブおよび特典会をもってグループを脱退した。
9月15日から12月9日まで、全国12都市を回る自身最大規模の全国ツアー「単独巡業『超アブノーマル★(ヒカリ)倶楽部』」を開催。
12月9日、EX THEATER ROPPONGIで「単独巡業『超アブノーマル★(ヒカリ)倶楽部』」ファイナル東京公演を開催。

## メンバー

### 一覧

#### 現メンバー
| 番号            | 名前                         | 生年月日 | メンバーカラー | 備考                |
| --------------- | ---------------------------- | -------- | -------------- | ------------------- |
| 2（ツヴァイ）   | 珖夜ゼラ こうや ぜら         | 9月7日   | 白             |                     |
| 3（ドライ）     | 翠城ニア すいじょう にあ     | 10月27日 | 緑             |                     |
| 4（フィーア）   | 紫月レンゲ しづき れんげ     | 12月10日 | 紫             |                     |
| 5（フュンフ）   | 我執キル がしゅう きる       | 9月21日  | 青             |                     |
| 6（ゼクス）     | 藍咲ユウリ あいさき ゆうり   | 6月10日  | 水色           |                     |
| 7（ズィーベン） | 雅楽代カミテ うたしろ かみて | 3月13日  | 黄             | 2022年8月21日加入。 |

#### 元メンバー
| 番号          | 名前                   | 生年月日 | メンバーカラー | 備考                |
| ------------- | ---------------------- | -------- | -------------- | ------------------- |
| 1（アインス） | 芥タマキ あくた たまき | 11月28日 | 薔薇色         | 2024年9月11日脱退。 |

### 詳細

#### 芥タマキ
埼玉県出身。マーキュロ加入前は上述の通り翠城、紫月と同じグループで活動していた。
デスボイスを操る「シャウト担当」である。
作詞家としても活動しており、マーキュロおよびサークルライチ所属グループに複数の作品を提供しているほか、外部のアイドルグループへの作詞提供例もある。
2024年9月11日のライブをもって自身の希望によりグループを脱退。理由は精神面や体調面を考慮したものであるとしている。

#### 珖夜ゼラ
茨城県出身。
ビジュアルはボーイッシュなスタイルで、「（他のボーイッシュなアイドルのように）カッコいいでバチバチにキメるのではなく、（背が低いことを活かして）ショタのアイドルの線を目指そう」と心掛けている。
アイドルとしてのキャリアはマーキュロが初めてである。

#### 翠城ニア
埼玉県出身。マーキュロ加入前は上述の通り芥、紫月と同じグループで活動していた。
元々コンカフェで働いていた我執キルのファンの立場であり、店舗に通ううち次第にプライベートでも交流を持つようになり、マーキュロに誘われて加入が決まった。
子どもの頃からONE OK ROCKなどのラウド系の邦ロックバンド、L'Arc〜en〜Ciel、VAMPSなどのヴィジュアル系バンドのファンであり、マーキュロ立ち上げ時にコンセプトの説明を受けた際も、ヴィジュアル系要素に理解を示し、「めっちゃやりたい！」と感じたと語っている。

#### 紫月レンゲ
東京都出身。マーキュロ加入前は上述の通り翠城、芥と同じグループで活動していた。活動当初から現役の服飾系大学生であったが、のちに両立に悩み大学を休学している。
芥タマキ脱退後はデスボイスパートを引き継いでいる。
元々ヴィジュアル系の音楽を好んでおり、キズやザアザアのファンであった。。

#### 我執キル
愛媛県出身。
最初にプロデューサーと面談し、グループができるきっかけになったメンバーである。
アイドルとしてのキャリアはマーキュロが初めてである。

#### 藍咲ユウリ
熊本県出身。
赤と青のツートンカラーのヘアスタイルで、自身ではそれをグループ内での自身の役割を模索し、唯一無二を求めた結果であるとしている。

#### 雅楽代カミテ
2022年8月21日に加入、同28日にステージデビュー。
加入のきっかけはスカウトである。元々いわゆる「キラキラ系」アイドルグループのオーディションを受けていたところにマーキュロから声がかかり、ライブの見学を経て興味を持ち、加入が決まった。
アイドルとしてのキャリアはマーキュロが初めてである。

## 作品

### シングル
| No. | タイトル | 発売日        | 作詞                      | 作曲        | 備考                                                                                  |
| --- | -------- | ------------- | ------------------------- | ----------- | ------------------------------------------------------------------------------------- |
| 1   | 傷       | 2024年6月24日 | YUSA（揺紗）／Yoshito Abe | Yoshito Abe | 5大都市ワンマンツアーファイナル『アナタの傷を魅せてください、共に生きよう』入場特典CD |

#### 配信
個別の出典がないものはTuneCore Japanを参照。
| 配信開始       | 曲名               | 作詞                   | 作曲        | 備考                                 |
| -------------- | ------------------ | ---------------------- | ----------- | ------------------------------------ |
| 2022年7月5日   | RED                | Yoshito Abe            | Yoshito Abe |                                      |
| 2022年7月5日   | 『明日も生きよう』 | YUSA（揺紗）           | 哲也        |                                      |
| 2022年7月6日   | 存在証明           | taka                   | taka        |                                      |
| 2022年7月6日   | ぬいぐるみ。       | taka                   | taka        |                                      |
| 2022年9月19日  | デイストオシオン   | Yoshito Abe            | Yoshito Abe |                                      |
| 2022年9月19日  | 責任               | YUSA（揺紗）           | 哲也        |                                      |
| 2022年9月19日  | 自殺願書           | taka                   | taka        |                                      |
| 2022年10月8日  | フォアシュピール   | －                     | Yoshito Abe | ライブ用SE                           |
| 2022年10月14日 | 無稽の啼泣         | 宮入俊悟               | 宮入俊悟    |                                      |
| 2022年11月20日 | 絶望セカイ         | Yoshito Abe            | Yoshito Abe |                                      |
| 2022年12月23日 | D.I.D              | Yoshito Abe            | Yoshito Abe |                                      |
| 2022年12月23日 | 私に鋭利な雨       | こう鬼                 | 哲也        |                                      |
| 2023年1月21日  | 罰愛罰愛           | YUSA（揺紗）           | Yuta Sakai  |                                      |
| 2023年3月18日  | ピエロ             | taka                   | taka        |                                      |
| 2023年3月18日  | 激情崩壊リテラシー | koucha                 | koucha      |                                      |
| 2023年4月13日  | East Side Kids     | メンヘラモンスター     | 哲也        |                                      |
| 2023年6月10日  | 性少年育成委員会   | 芥タマキ               | 哲也        |                                      |
| 2023年9月7日   | 見世物小屋         | －                     | Civa        | 『見世物小屋』ライブ専用SE。         |
| 2023年9月18日  | ※毒                | 篠目数尋               | 哲也        |                                      |
| 2023年9月18日  | 人間卒業           | YUSA（揺紗）、我執キル | 哲也        |                                      |
| 2023年10月15日 | カラクリドラマ     | 芥タマキ               | 浦千晃      |                                      |
| 2023年10月28日 | 制裁               | 篠目数尋               | 偉町大介    |                                      |
| 2023年11月26日 | 逆夢ドール         | 芥タマキ               | 緑川拓      |                                      |
| 2023年12月14日 | 喰ベタイ           | 篠目数尋、紫月レンゲ   | 偉町大介    |                                      |
| 2023年12月25日 | 玉砕瓦全           | 篠目数尋               | 友樹        |                                      |
| 2024年4月1日   | 主演は悪魔と踊る   | 芥タマキ               | 哲也        | エイプリルフール企画としてリリース。 |
| 2024年5月23日  | 神聖不可侵絶対領域 | Yoshito Abe            | Yoshito Abe |                                      |
| 2024年6月9日   | 犯行声明           | 藍咲ユウリ             | 偉町大介    |                                      |
| 2024年7月4日   | ケヰキ             | 雅楽代カミテ           | 緑川拓      |                                      |
| 2024年7月17日  | 赤い靴             | 篠目数尋               | 偉町大介    |                                      |
| 2024年9月15日  | suicidose          | Yoshito Abe            | Yoshito Abe |                                      |
| 2024年11月2日  | ツギハギ           | taka                   | taka        |                                      |
| 2024年11月2日  | 殺・殺・殺・殺・殺 | taka                   | taka        |                                      |

## ライブ・イベント

### ワンマンライブ
| 公演名                                                                  | 開催日         | 会場                    | 備考                                                           |
| ----------------------------------------------------------------------- | -------------- | ----------------------- | -------------------------------------------------------------- |
| 始動半周年記念ワンマンライブ『秘密サークル』                            | 2022年12月23日 | 東京・WOMB LIVE         |                                                                |
| 一周年東名阪単独追加公演『見世物小屋』帝都編                            | 2023年6月26日  | 東京・LIQUIDROOM        |                                                                |
| 関東ツアーファイナル『失楽園』                                          | 2023年11月21日 | 東京・Spotify O-EAST    | バンドセット公演かつ、初の芝居構成公演。劇団：虚飾集団廻天百眼 |
| 5大都市ワンマンツアー『アナタの傷を魅せてください、共に生きよう』東京編 | 2024年6月24日  | 東京・Zepp DiverCty     | デビュー2周年記念ワンマンライブ。バンドセット公演。            |
| 芝居構成単独公演 残酷劇「赤マント」                                     | 2024年8月28日  | 東京・LINE CUBE SHIBUYA | バンドセット・芝居構成公演。劇団：PSYCHOSIS                    |
| 単独巡業『超アブノーマル★(ヒカリ)倶楽部』ファイナル                     | 2024年12月9日  | 東京・六本木EX THEATER  | バンドセット公演。                                             |

### 単独公演

#### 『アブノーマル★（ヒカリ）倶楽部』
定期単独公演。
毎公演、特定の楽曲の振り付けを観客にレクチャーした後に披露する「振り講座編」、1人のメンバーの歴代衣装を全員で着用する「衣装博覧会」などの企画を設定して開催される。

### 主催対バン

#### 『グラン・ギニュルー』
マーキュロ主催と銘打たれた対バンライブイベント。

#### 『東京絶対帝都』
主催対バンライブイベント。
vol.1は4組で開催されたが、回を重ねながら規模を拡大し、多い場合には10〜20組前後が出演する長時間の対バンイベントとなっている。
『グラン・ギニュルー』と異なり明確に「主催」とは打ち出していないものの主催の立場である。サークルライチ発足後は主催をサークルライチに移管しており、マーキュロが出演しない場合もある。

### その他のライブ

#### 『教育実習』
2024年6月9日にサークルライチとOTONA CHILD.（オトナチルドレン）の共催による対バンライブとして第1回を開催。同年8月から9月にかけて、全国ツアーに規模を拡大した「ツアー編」が開催された。

#### 『双生児』
不定期に開催しているMAD MEDiCiNEとのツーマンライブ。楽曲交換や衣装交換を行う場合がある。

#### 『相合傘』
不定期に開催しているTENRINとのツーマンライブ。楽曲交換や衣装交換を行う場合がある。

#### 『共依存』
不定期に開催しているAVAMとのツーマンライブ。楽曲交換や衣装交換を行う場合がある。